# 藤枝MYFC
藤枝MYFC（Fujieda MYFC），是一支日本職業足球會，2009年創立，2010年靜岡FC合併，現時於日本職業足球乙級聯賽作賽。球會的特色是他們的經費由網上捐款而籌成，這是在日本中首見的。球會經過兩年在日足聯的球季之後，他們終於在2013年申請牌照成功，他們獲得參加2014年首季日丙的機會，但他們表現未如理想，12隊中排在倒數第二。

## 概要
藤枝MYFC於2009年創立，並於2010年與靜岡FC合併。2013年獲得J聯盟準加盟俱樂部資格，並於2014年正式加入J聯盟。俱樂部的運營公司為藤枝MYFC股份有限公司，主場為藤枝綜合運動公園足球場，練習場位於燒津市的藤枝MYFC足球場。
俱樂部名稱中的「MYFC」源自「我的（MY）足球俱樂部（Football Club）」。曾經，藤枝MYFC採用了全球第二個「網路擁有者系統」，僅次於英國的MyFootballClub。透過此系統，網路擁有者可以通過討論及投票決定戰術、運營、強化方針及人事等事項。然而，該系統於2015年關閉，俱樂部因此失去了其原有的身份特點。據統計，網路擁有者在免費時期的會員數約為300至400人，而在收費時期則僅剩約60人，導致俱樂部的運營陷入困境。
藤枝MYFC的徽章以象徵藤枝市的盾牌為基底，內部設計包含象徵足球傳承地位的綠色條紋，上方寫有「MYFC」字樣，中央則有足球與藤枝市的市鳥——鶯，兩側配以向上的紫藤花圖案。該徽章的原案由運營事務局設計，並經由網路擁有者投票選出。
官方吉祥物為以鳳凰為靈感設計的蹴っとばし小僧。該吉祥物於2015年12月經由支持者投票發表，並於2018年3月公佈其名稱。

## 外部連結
- （日語） 藤枝MYFC官方網站
- 藤枝MYFC的Facebook專頁
- 藤枝MYFC的X（前Twitter）
- 藤枝MYFC的Instagram帳戶
- 藤枝MYFC的TikTok
- YouTube上的藤枝MYFC頻道